# ゲイリー・ハーシュバーガー
ゲイリー・ハーシュバーガー（英: Gary Hershberger, 1964年4月5日 - ）は、アメリカ合衆国の俳優、脚本家、プロデューサーである。

## 来歴
カルフォルニア州ロサンゼルス郡パサデナに弁護士の父親の息子として生まれる。のちに家族で同郡内の住宅都市サンマリノに移住し、カリフォルニア大学ロサンゼルス校で歴史とコミュニケーションを専攻した。
学生時代にシェーン・ブラック劇作の舞台『It Never Rains』に主演したのち、『ナイトライダー』や『フロム・ザ・ダークサイド』などのテレビドラマに出演するようになった。1986年に『軽薄短小セクシー・キャンパス/SOS!フリーライド』で映画初主演を務め、1990年にはテレビシリーズ『ツイン・ピークス』のマイク・“スネーク”・ネルソン役でお茶の間に広く顔を知られる存在となる。『刑事コロンボ』のエピソード「殺人講義」ではスティーヴン・キャフリーとともに犯人役を演じ、『ジェシカおばさんの事件簿』にも3度にわたってゲスト出演した。1992年の映画『スニーカーズ』では主人公マーティン・ビショップの若き日を演じている。
その後も『犯罪捜査官ネイビーファイル』や『ザ・ホワイトハウス』などのテレビドラマにゲスト出演し、2001年からは『シックス・フィート・アンダー』にマシュー・ジラルディ役としてレギュラー出演した。2017年には『ツイン・ピークス』の25年越しの続編『ツイン・ピークス:リミテッド・イベント・シリーズ』に以前と同じマイク・ネルソン役で再登場した。
コメディ作品を中心に脚本家やプロデューサーとしても活動しており、2000年にはコメディホラージャンルのテレビ映画『Python』で共同脚本を務めた。さらに、かつて『ツイン・ピークス』で共演したシェリル・リーとともに演技や劇作を指導するワークショップを立ち上げ、南カリフォルニア大学やカリフォルニア大学ロサンゼルス校、ペパーダイン大学などで教壇に立っている。

## 人物
1991年9月に一般女性と結婚し、4人の子どもに恵まれている。

## 出演作品

### 映画
| 公開年 | 邦題 原題                                                                  | 役名               | 備考 |
| ------ | -------------------------------------------------------------------------- | ------------------ | ---- |
| 1985   | パラダイス・モーテル Paradise Motel                                        | サム・キーホー     |      |
| 1986   | 軽薄短小セクシー・キャンパス/SOS!フリーライド Free Ride                    | ダン・ガーテン     |      |
| 1987   | バーグラー/危機一髪 Burglar                                                | テレンス           |      |
| 1992   | ツイン・ピークス/ローラ・パーマー最期の7日間 Twin Peaks: Fire Walk with Me | マイク・ネルソン   |      |
| 1992   | スニーカーズ Sneakers                                                      | 若き日のビショップ |      |
| 1999   | ワン・マンズ・ヒーロー One Man's Hero                                      | イーモン・デイリー |      |
| 2000   | ディープ・コア2000 Deep Core                                               | ヘンリー           |      |
| 2005   | ウォーキング・オン・ザ・ムーン 3D Panic Room                               | グレース宇宙飛行士 |      |
| 2014   | ツイン・ピークス 完全なる謎 Twin Peaks: The Missing Pieces                 | マイク・ネルソン   |      |

### テレビドラマ
| 放映年           | 邦題 原題                                                              | 役名                                                       | 備考                                           |
| ---------------- | ---------------------------------------------------------------------- | ---------------------------------------------------------- | ---------------------------------------------- |
| 1985             | ナイトライダー Knight Rider                                            | ニコラス・アーケット                                       | Episode: "The Wrong Crowd"                     |
| 1985             | フロム・ザ・ダークサイド Tales from the Darkside                       | ジェフ                                                     | Episode: "Effect and Cause"                    |
| 1986             | ビバリーヒルズ・マダム Beverly Hills Madam                             | ジャスティン                                               | テレビ映画                                     |
| 1988             | 21ジャンプストリート 21 Jump Street                                    | マイケル・マッカーター                                     | Episode: "Hell Week"                           |
| 1990-1991        | ツイン・ピークス Twin Peaks                                            | マイク・ネルソン                                           | 13エピソード                                   |
| 1990             | 秋の旅路 The Love She Sought                                           | ランディ・メールス                                         | テレビ映画                                     |
| 1990             | 刑事コロンボ Columbo                                                   | クーパー・レッドマン                                       | エピソード 「殺人講義」                        |
| 1993, 1994, 1996 | ジェシカおばさんの事件簿 Murder, She Wrote                             | ティモシー・フリント / ロブ・マッケンジー / デーブ・ペリン | 3エピソード                                    |
| 1994             | 反逆のヒーローレネゲイド Renegade                                      | モーガン                                                   | Episode: "The Posse"                           |
| 1998, 2000       | 犯罪捜査官ネイビーファイル JAG                                         | ロドニー・コンガー / クロウリー司令官                      | 2エピソード                                    |
| 1999             | L.A.大捜査線 マーシャル・ロー Martial Law                              | ヘンリー・リギンズ                                         | Episode: "Trifecta"                            |
| 2000             | シカゴ・ホープ Chicago Hope                                            | ダニエル・オコナー                                         | Episode: "Miller Time"                         |
| 2000             | ザ・ホワイトハウス The West Wing                                       | ジェリー                                                   | Episode: "In the Shadow of Two Gunmen: Part I" |
| 2001-2002        | シックス・フィート・アンダー Six Feet Under                            | マシュー・ジェラルディ                                     | 8エピソード                                    |
| 2005             | The O.C.                                                               | トム・マクギンティ                                         | Episode: "The O.C. Confidential"               |
| 2007             | グレイズ・アナトミー 恋の解剖学 Grey's Anatomy                         | ダグ                                                       | 2エピソード                                    |
| 2011             | ビッグ・ラブ Big Love                                                  | ボブ・チャトニー                                           | Episode: "Winter"                              |
| 2015             | 見えない訪問者 〜ザ・ウィスパーズ〜 The Whispers                       | チップ・ウィンターズ                                       | Episode: "X Marks the Spot"                    |
| 2017             | ツイン・ピークス:リミテッド・イベント・シリーズ Twin Peaks: The Return | マイク・ネルソン                                           | Episode: "Part 5"                              |